# Theater Erfurt
Das Theater Erfurt ist ein Theater in öffentlicher Trägerschaft der thüringischen Landeshauptstadt Erfurt.
Hauptspielstätte ist der im September 2003 fertiggestellte Neubau im Stadtteil Brühlervorstadt, gelegen zwischen dem Domberg und der barocken Festungsanlage des Petersberges.
Das Programm des Theaters konzentriert sich auf ein breites Musiktheater- und Konzertangebot auf der Großen Bühne mit 800 Plätzen sowie der Studiobühne mit 200 Plätzen. Bespielt wird es vom zum Theater gehörenden Philharmonischen Orchester Erfurt. Zudem werden Tanz- und Schauspiel-Gastspiele angeboten. Das Theater Erfurt ist außerdem Veranstalter der jährlich stattfindenden DomStufen-Festspiele.

## Geschichte

### Das Theater in Erfurt zur Zeit der Monarchie

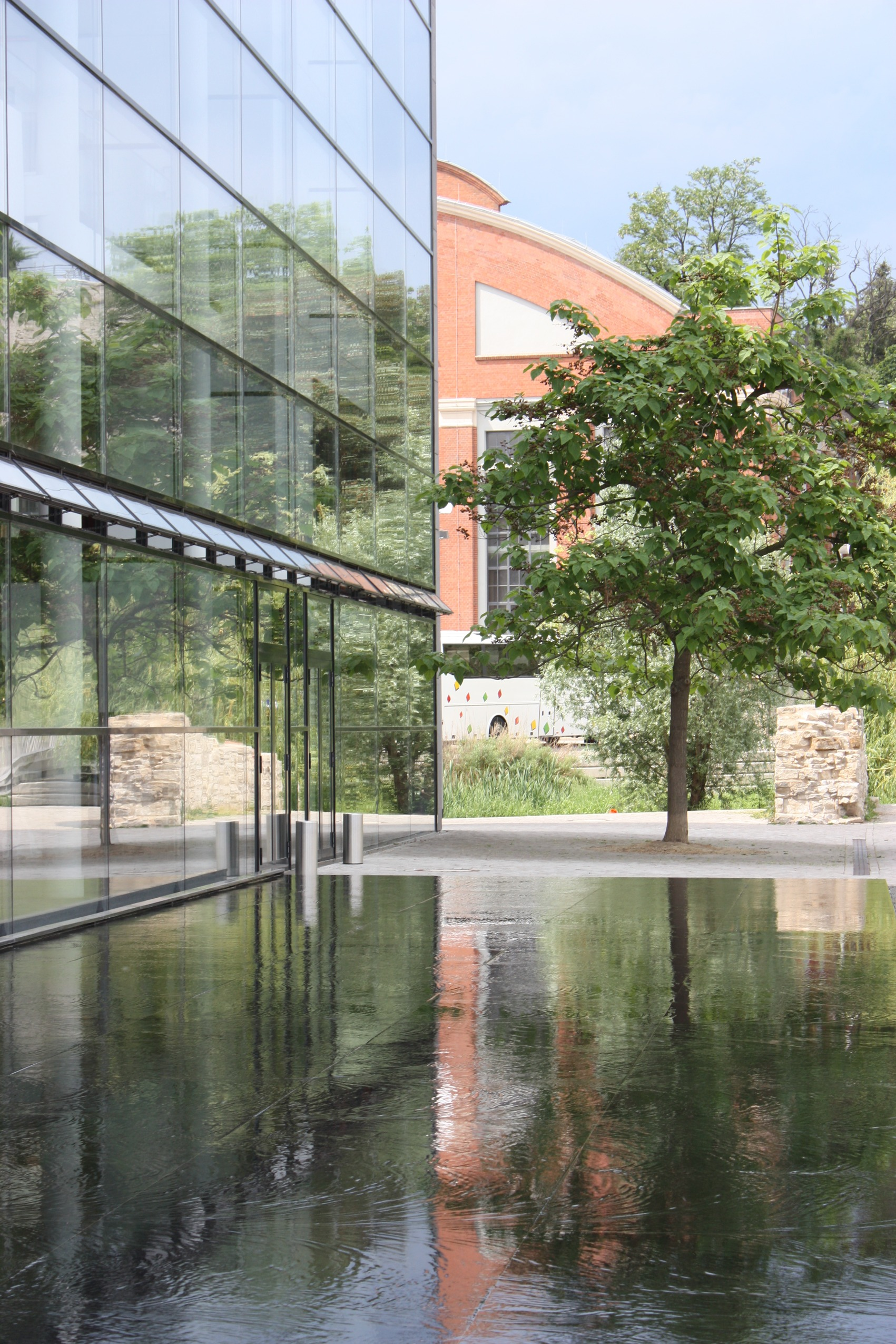

Seit 1756 stellte Erfurt sein Ballhaus und dessen Gartenpavillon – den heutigen Kaisersaal in der Futterstraße – als Spielstätte für wandernde Schauspieltruppen zur Verfügung. Da Erfurt im Gegensatz zu Weimar und Gotha nicht Residenzstadt war, gab es keine Institution, die ein festes Theater hätte tragen können. Trotz ihrer Größe und Bedeutung blieb die Stadt bis Ende des 19. Jahrhunderts auf Wanderbühnen und Gastspiele des Weimarer Hoftheaters angewiesen. Anlässlich des Fürstenkongresses 1808 kamen jedoch Napoleons Hofschauspieler der Comédie Française nach Erfurt und spielten vor den gekrönten Häuptern Europas. Unter den Mitwirkenden waren auch der berühmte Schauspieler François-Joseph Talma sowie der Geiger und Komponist Louis Spohr.
1867 errichtete man am Standort der heutigen Alten Oper erstmals ein Opernhaus. Es fasste 1155 Besucher, blieb aber bis 1894 ohne eigenes Ensemble. Das erste Stadttheater, dessen Gebäude die Stadt zwei Jahre zuvor übernommen und – finanziert von Erfurter Bürgern – umgebaut hatte, wurde am 15. September 1894 eröffnet. Damals war es üblich, dass der den Theaterbetrieb leitende Direktor das Dreisparten-Haus pachtete und auf eigene Kosten unterhielt. 1910 fand hier die Uraufführung der Operette Grand Hotel Excelsior von Robert Stolz statt.

### Weimarer Republik
Mit dem Ende der Monarchie im Jahr 1919 fielen die deutschen Hoftheater unter die Obhut der Länder und Städte. 1923 übernahm Erfurt das Theater in die eigene Verwaltung uns stellte damit die finanzielle Absicherung des Theaters sicher. Der bisherige Pächter und Theaterdirektor William Schirmer wurde zum ersten städtischen Intendanten. Seit dieser Zeit steuert die Stadt den Hauptteil zur Finanzierung des Theaters bei.
Im Jahr 1925 wurden die „Kammerspiele im Stadthaussaal“ (Meister-Eckehart-Straße) ins Leben gerufen. Durch Gegenwartsstücke und Kammeropern ergänzte man das künstlerische Angebot des Haupthauses. Begleitend zur Theaterarbeit wurde die Zeitschrift Der Kontakt. Erfurter Bühnenblätter publiziert.

### Nationalsozialismus
Kurz bevor der sog. Kampfbund für deutsche Kultur 1933 auch in Erfurt begann den Spielplan zu bestimmen, wurde Kurt Weills und Georg Kaisers Der Silbersee (zeitgleich mit Leipzig und Magdeburg) uraufgeführt. Das Stadttheater wurde in „Deutsches Volkstheater“ und die „Kammerspiele“ in „Reichshallentheater“ umbenannt.
Da das Theatergebäude im Krieg verschont geblieben war, konnte der Spielbetrieb bereits am 21. Juli 1945 mit einem „Bunten Abend“ wieder aufgenommen werden.

### Nachkriegs- und DDR-Zeit
Wegen großer Nachfrage wurde das ehemalige Vereinshaus „Ressource“ im Klostergang (das ehemalige Schauspielhaus) am 29. August 1949 mit Goethes Iphigenie auf Tauris als Spielstätte „Neues Theater“ eröffnet.
1956 änderte man den Namen in „Schauspielhaus“, und das „Stadttheater“  hieß künftig „Opernhaus“. 1957 baute man den Probensaal des Balletts, das inzwischen ins Opernhaus umgezogen war, zur „Kleinen Bühne“ um.
In diesen Jahren experimentierte man leidenschaftlich und die Städtischen Bühnen Erfurt konnten mit besonders vielen Uraufführungen für sich werben. Gastspiele führten das Ensemble u. a. nach Litauen, Polen und zu einem literarisch-musikalischen Programm nach Hannover.
Von 1965 an entwickelte sich das Theater unter Generalintendant Bodo Witte zur größten Kultureinrichtung im damaligen Bezirk Erfurt. In den 80er Jahren bildete sich aus dem Kabarett „Die Arche“ und dem Puppentheater eine neue Sparte der Städtischen Bühnen, die seit 1986 im „Theater Waidspeicher“, einem ehemaligen Speicherhaus für Färberwaid, ihr Domizil hat.
Als Team verpflichtete Bodo Witte Generalmusikdirektor Ude Nissen, Operndirektor Günter Imbiel (später Manfred Straube), Ballettmeisterin Sigrid Trittmacher-Koch († 2014), Kostümbildnerin Waltraud Irene Moser († 1988), Schauspieldirektor Ekkehard Kiesewetter und den Sänger-Darsteller und Regisseur Joachim Franke. Gemeinsam schufen diese eine Reihe an Inszenierungen von Opern bzw. Musicals wie Porgy and Bess, West Side Story und Cabaret. Ekkehard Kiesewetter brachte zahlreiche Ur- und Erstaufführungen heraus, das Schauspielensemble erhielt Preise und Gastspiel-Einladungen ins In- und Ausland.
Der Schauspieldirektor arbeitete zunächst im „Triumvirat“ mit Jürgen Müller (Ausstattung) und Kaspar Königshof (Dramaturgie), später dann – ehe Ingeborg Wolf Erste Schauspieldramaturgin wurde – mit dem Ersten Schauspieldramaturgen Harald Gerlach. Dieser Dramatiker, Dichter und Schriftsteller war nach seiner Dramaturgenzeit literarischer Mitarbeiter des Intendanten, später Hausautor. Die Städtischen Bühnen Erfurt brachten von ihm die Opern Der Preis und Scherz, Satire, Ironie und tiefere Bedeutung (Musik: Karl Ottomar Treibmann) sowie die Theatertexte Die Straße und Die Schicht heraus.
1989, im Jahr der Wende, brachten die Städtischen Bühnen auch politisch brisante Inszenierungen wie Die Ritter der Tafelrunde von Christoph Hein unter Regie von Klaus Stephan und Dramaturgie von Ingeborg Wolf. Die Künstler trugen zudem durch das Verlesen von Resolutionen zur gewaltfreien Veränderung der Gesellschaft bei.

### Nach 1990
Unter dem neuen Intendanten Dietrich Taube wurde in der Spielzeit 1991/1992 die Umstrukturierung zum Theater Erfurt vollzogen. Die größten nach außen hin sichtbaren Zeichen dieses Wandels waren die Ausgliederung des Waidspeichers und die Gründung der DomStufen-Festspiele 1994.

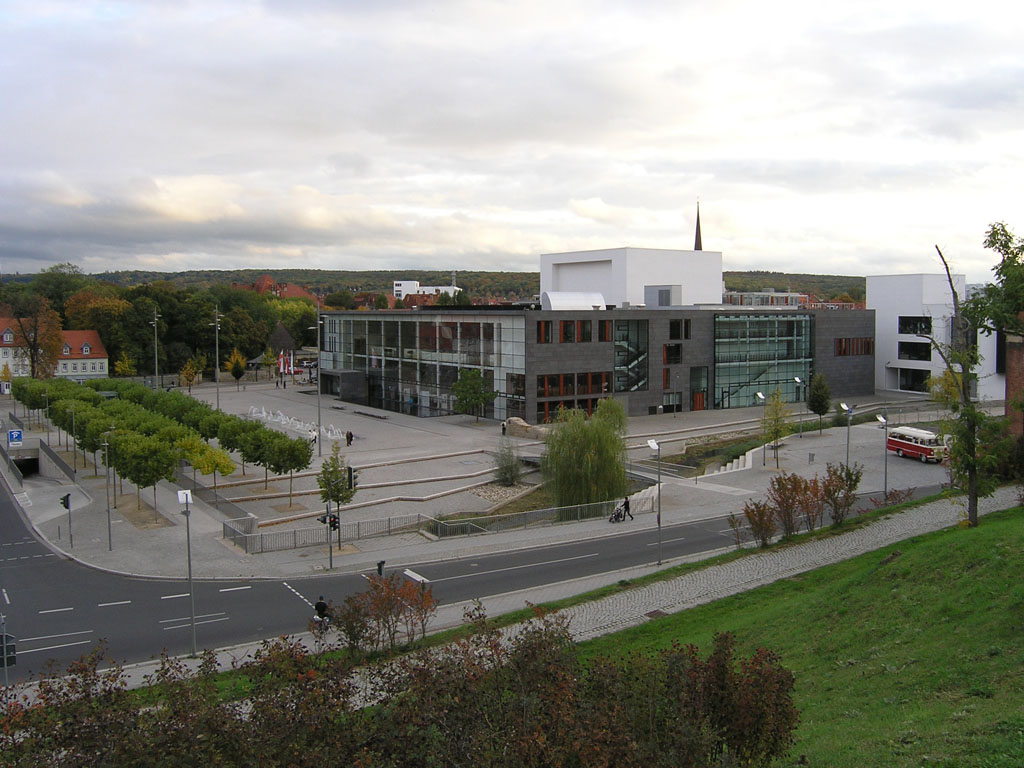
Neubau im Brühl

1997 wurde das Erfurter Opernhaus wegen baulicher Mängel geschlossen und der gesamte Spielbetrieb konzentrierte sich von nun an auf das Schauspielhaus. Um dem Publikum wieder einen vielfältigeren Spielplan bieten zu können,  wurde am 8. Mai 1999 das „KuppelTheater“ als zweite Spielstätte eröffnet.
Bereits 1997 wurde bei einem internationalen Architekturwettbewerb der Entwurf von Professor Jörg Friedrich und Partner aus Hamburg/Düsseldorf für einen – zuerst im Hirschgarten geplanten – Theaterneubau ausgewählt. Doch aus finanziellen Gründen kam man schnell auf ein besser gefördertes Grundstück im Brühl. Dort – am Mainzerhofplatz – erfolgte am 20. April 1999 der erste Spatenstich. Am 5. September 2001 wurde das Richtfest gefeiert.
Am 12. September 2003 konnte der Neubau mit der Uraufführung der Oper Luther von Peter Aderhold eröffnet werden. Im folgenden Jahr wurde die Oper Erfurt mit dem Thüringer Staatspreis für Architektur und Städtebau 2004 ausgezeichnet.
Die Glasfassade der Neubau-Frontseite erlitt in der Silvesternacht auf 2023 Sachschäden von rund 50.000 Euro. Mehr als fünfzig Einschläge von Silvesterraketen stellten die Polizeiermittler fest, die nun überprüft, ob nicht nur fahrlässige, sondern vorsätzlich verursachte Sachbeschädigung nachweisbar ist. Zahlreiche Menschen hatten sich zum Jahresreinfeiern auf dem Theatervorplatz versammelt.

## Spielstätten
Die Hauptspielstätte des Theaters ist der Neubau im Erfurter Brühl. Dort bietet das Große Haus Platz für 800 Besucher, im Studio befinden sich bis zu 200 Plätze. Ein Teil des Studios mit bis zu 100 Plätzen dient unter dem Namen Salon im Studio als Veranstaltungsraum. Im Innenhof des Theaterbaus befindet sich eine Theatrium genannte Spielstätte. Weitere Veranstaltungen finden im Orchesterprobenraum statt. Im Stadtgebiet ist der Domplatz Veranstaltungsort der DomStufen mit bis zu 2000 Plätzen. Weitere Veranstaltungen des Theaters finden im Festsaal des Erfurter Rathauses und in der Thomaskirche statt.

## Künstlerische Schwerpunkte

### Uraufführungen
Unter Generalintendant Guy Montavon wurden neue künstlerische Schwerpunkte gesetzt. Dies geschah mit dem Ziel, anspruchsvolles und ambitioniertes Musiktheater für ganz Thüringen zu bieten. Zu den programmatischen Zielsetzungen gehört eine Uraufführung (UA) pro Spielzeit im Großen Haus, darunter:
| Titel                                                | Komponist                  | Datum              |
| ---------------------------------------------------- | -------------------------- | ------------------ |
| Bachs letzte Oper                                    | Stanley Walden             | 21. Dezember 2002  |
| Luther                                               | Peter Aderhold             | 14. September 2003 |
| Cuba libre                                           | Cong Su                    | 19. März 2005      |
| Death Knocks (Der Tod klopft an)                     | Christian Jost             | 6. Mai 2005        |
| Waiting for the Barbarians (Warten auf die Barbaren) | Philip Glass               | 10. September 2005 |
| Wut                                                  | Andrea Lorenzo Scartazzini | 9. September 2006  |
| Mariana Pineda                                       | Flavio Testi               | 8. September 2007  |
| Martin L. – Das Musical                              | Gisle Kverndokk            | 5. Juli 2008       |
| Der Richter und sein Henker                          | Franz Hummel               | 8. November 2008   |
| The Orphan (Das Waisenkind)                          | Jeffrey Ching              | 29. November 2009  |
| Der leuchtende Fluß                                  | Johanna Doderer            | 31. Oktober 2010   |
| Lady Magnesia                                        | Mieczysław Weinberg        | 2. Februar 2012    |
| Der Trank der Unsterblichkeit                        | E. T. A. Hoffmann          | 28. April 2012     |
| The Wives of the Dead (Die Frauen der Toten)         | Alois Bröder               | 2. Februar 2013    |
| Jedermann – Die Rockoper                             | Wolfgang Böhmer            | 10. Juli 2014      |
| Le sang noir (Das schwarze Blut)                     | François Fayt              | 29. November 2014  |

Das Theater Erfurt pflegt durch Koproduktionen den Austausch mit anderen europäischen und amerikanischen Opernhäusern. Partner waren bislang u. a. die Opéra de Monte Carlo, das Nationaltheater Prag, die Opéra de Montpellier, die Oper Leipzig, das Teatro Regio Turin und die Opernhäuser in Austin und Cincinnati.

### Wiederentdeckungen
In den letzten Jahren widmete sich das Theater Erfurt Werken, die weitestgehend in Vergessenheit geraten sind. Hierzu gehörten:
| Oper                       | Komponist           | Datum                          |
| -------------------------- | ------------------- | ------------------------------ |
| Messidor                   | Alfred Bruneau      | 2005                           |
| Fernand Cortez             | Gaspare Spontini    | 2006                           |
| Fedra                      | Ildebrando Pizzetti | 2008                           |
| Das Käthchen von Heilbronn | Karl Reinthaler     | 2009                           |
| Nana                       | Manfred Gurlitt     | 2010                           |
| Robin Hood                 | Albert Dietrich     | 2011                           |
| Čarodejka (Die Zauberin)   | Peter Tschaikowsky  | 2011                           |
| I Medici                   | Ruggero Leoncavallo | 2013                           |
| Sigurd                     | Ernest Reyer        | 2015 (deutsche Erstaufführung) |
| Orestes                    | Felix Weingartner   | 2023                           |

## Diskografie
- Das Käthchen von Heilbronn, Karl Reinthaler
 mit: Samuel Bächli (Dirigent), Marisca Mulder, Ilia Papandreou, Richard Carlucci, Peter Schöne, Máté Sólyom-Nagy u. a., Philharmonisches Orchester Erfurt, Opernchor des Theaters Erfurt, Label: cpo
- Der leuchtende Fluss, Johanna Doderer
 mit: Walter E. Gugerbauer (Dirigent), John Bellemer, Marisca Mulder, Peter Schöne, Stéphanie Müther, Florian Götz u. a., Philharmonisches Orchester Erfurt, Opernchor des Theaters Erfurt, Label: Quinton
- Nana, Manfred Gurlitt
 mit: Enrico Calesso (Dirigent), Ilia Papandreou, Peter Schöne, Richard Carlucci, Juri Batukov u. a., Philharmonisches Orchester Erfurt, Opernchor des Theaters Erfurt, Label: capriccio
- The Wives of the Dead, Alois Bröder mit: Johannes Pell (Dirigent), Marisca Mulder, Mireille Lebel, Marwan Shamiyeh, Florian Götz, Philharmonisches Orchester Erfurt, Opernchor des Theaters Erfurt, Label: Dreyer.Gaido

## Förderung
Unterstützt wird das Theater von der Gesellschaft der Theater- und Musikfreunde e. V. Begleitend zur Theaterarbeit findet an monatlich ein „Theatersalon“ im Theaterrestaurant 1894 statt. Hier bietet sich die Möglichkeit, einen Blick hinter die Kulissen zu werfen und im Gespräch mit Darstellern, Regisseuren, Dramaturgen und noch vielen anderen, vertiefende Informationen über die Produktionen zu erfahren.
Außerdem vergibt die Gesellschaft in jeder Spielzeit einen Zuschauerpreis, der die beste Inszenierung der vergangenen Saison auszeichnet.

## Intendanten
- 1894–1901 Carl Becker
- 1901–1904 Benno Koepke
- 1905–1908 Karl Skraup
- 1909–1928 William Schirmer
- 1928–1930 Herbert Maisch
- 1930–1933 Paul Legband
- 1933–1934 Hans Krause
- 1934–1938 Hermann Schaffner
- 1938–1942 Leonhard Geer
- 1943–1944 Klaus-Dietrich Koch
- 1945–1950 Ernst Wiegand
- 1950–1954 Wilhelm Groehl
- 1954 Willy Semmelrogge
- 1954–1955 Hans Dieter Mäde
- 1955–1959 Georg Leopold
- 1959–1964 Albrecht Delling
- 1964–1991 Bodo Witte
- 1991–2002 Dietrich Taube
- seit 2002 Guy Montavon (seit Januar 2024 beurlaubt)
- Malte Wasem, Künstlerischer Direktor (seit 2024)[3]

## Chefdirigenten (Auswahl)
- 1958–1989: Ude Nissen
- 1989–1999: Wolfgang Rögner
- 2000–2011: Walter Gugerbauer
- 2011–2013: Samuel Bächli (kommissarisch)
- 2014–2018: Joana Mallwitz
- 2018–2020: Myron Michailidis
- 2022–2023: Alexander Prior
- ab 2025: Hermes Helfricht

## Belege
1. ↑  Theater Erfurt: Sachschaden durch Silvester-Raketen, nachtkritik.de vom 7. Januar 2023, abgerufen am 8. Januar 2023
2. ↑  Theater Erfurt: 50.000 Euro Schaden an Fassade durch Silvester-Böller?, mdr.de vom 6. Januar 2023, abgerufen am 8. Januar 2023
3. ↑  Theater Erfurt. Abgerufen am 6. Dezember 2024.

Koordinaten: 50° 58′ 27,9″ N, 11° 1′ 3,6″ O